# Charaxes fabius
Charaxes fabius är en fjärilsart som beskrevs av Fabricius 1782. Charaxes fabius ingår i släktet Charaxes och familjen praktfjärilar. Inga underarter finns listade i Catalogue of Life.